# Фруктовые голуби
Фруктовые голуби (лат. Phapitreron) — род птиц из семейства голубиных (Columbidae), насчитывающий 4 вида.

## Виды
- Phapitreron amethystinus — Себуйский фруктовый голубь
- Phapitreron brunneiceps
- Phapitreron cinereiceps
- Phapitreron leucotis — Белоухий фруктовый голубь

## Распространение
Обитают на Филиппинах.

## Морфология
Оперение, в основном, коричневого цвета. Некоторые виды этого рода имеют заметные черные и белые полосы на передней части головы и радужные перья на шее. Самцы и самки выглядят одинаково.

## Поведение
Все представители рода ведут древесный образ жизни, но разные виды населяют различные типы лесов, некоторые из них в основном встречаются только в девственных лесах, в то время как другие живут во вторичных и других видах леса. Все они питаются фруктами и, как правило, ведут одиночный образ жизни.